# Planck (satèl·lit)
Planck, coneguda anteriorment com a Planck Surveyor, és la tercera missió de mida (M3) del programa científic Horizon 2000 de l'Agència Espacial Europea. El llançament es va produir a les 10:15 (hora Guyana Francesa) del 14 de maig de 2009 des del Port espacial de Kourou (Guaiana Francesa) impulsat per un coet Ariane 5 al costat de l'Observatori Espacial Herschel en configuració dual. Està dissenyat per detectar les anisotropies en el fons còsmic de microones en tot el cel, amb una resolució i sensibilitat sense precedents. Planck serà una font valuosíssima de dades amb què es comprovaran les teories actuals sobre l'univers primitiu i els orígens de les estructures còsmiques.
La missió Planck era coneguda inicialment com a COBRAS/SAMBA. COBRAS per COsmic BackgRound Anisotropy Satellite i SAMBA per SAtellite for Measurement of Background Anisotropies. Posteriorment, els dos grups d'estudi es van fondre en una sola missió, que després d'haver estat seleccionada i aprovada, li van canviar el nom en honor del científic alemany Max Planck (1858-1947), Premi Nobel de Física el 1918.
Després del llançament, la Planck fou el primer a separar-se del conjunt de llançament i es va col·locar en òrbita heliocèntrica, en el segon dels punts de Lagrange (L2) situat a uns 1,5 milions de quilòmetres de la Terra. En aquest punt, el telescopi no pateix les interferències de la Terra o la Lluna.
El Planck està dotat d'un mirall d'1,5 metres de diámetre. El telescopi serà usat per captar radiacions en dues bandes de freqüència, una alta i una altra baixa, amb els següents instruments:
- Low Frequency Instrument (LFI) és un aparell que consisteix en 22 receptors que funcionen a -253 °C. Aquests receptors hauran de treballar agrupats en quatre canals de freqüències, captant freqüències entre els 30 i 100 GHz. Els senyals seran amplificades i convertides en un voltatge, que serà enviat a un ordinador.
- High Frequency Instrument (HFI) és un aparell compost de 52 detectors, que treballen convertint radiació en calor. La quantitat de calor és mesura per un petit termòmetre elèctric. La temperatura és anotada i convertida en una dada d'ordinador. Aquest instrument treballa a -272,9 °C

Més de 40 instituts de recerca d'Europa i Estats Units es van unir en aquesta missió per construir els instruments de la sonda.
L'instrument de mesura de baixa freqüència va ser construït amb la participació de 22 instituts científics, liderats per l'Institut vaig Astrofisica Spaziale i Física Còsmica (CNR) a Bolonya, Itàlia.
L'instrument d'alta freqüència va ser elaborat per un consorci de més de 20 institucions científiques, liderades per l'Institut d'Astrophysique Spatiale (CNRS) a Orsay, França.
Els miralls dels telescopis primari i secundari van ser fabricats a fibra de carboni per un consorci danès liderat pel Danish Space Research Institute, a Copenhaguen, Dinamarca.
La Planck complementarà les dades obtingudes per la WMAP, ja que aquesta també es va centrar a mesurar fluctuacions de la radiació de fons de microones, però a una escala molt més gran.

## Resultats
El 5 de juliol de 2010, la missió Planck va emetre la seva primera imatge de tot el cel.
El 15 gener de 2010 la missió es va estendre per 12 mesos, amb l'observació contínua fins almenys finals de 2011. Després de la conclusió amb èxit del primer escaneig de la volta celeste, la nau va començar el seu segon escaneig, el 14 de febrer de 2010, ja s'havia observat amb més del 95% del cel i el 100% de cobertura cel està previst pel juny de 2010.
S'han publicat alguns dels seus resultats a publicat, i també un video del escaneig de la volta celeste a video